# Långhalsen (Bärbo socken, Södermanland)
Långhalsen är en sjö i Flens kommun och Nyköpings kommun i Södermanland och ingår i Nyköpingsåns huvudavrinningsområde. Sjön är 11 meter djup, har en yta på 13,2 kvadratkilometer och befinner sig 19,1 meter över havet.
Liksom Yngaren sänktes sjön 1858 med två meter. 6 februari 1947 slog Långhalsenmeteoriten (ett av få bevittnade meteoritnedslag i Sverige) ned på sjöns is.

## Delavrinningsområde
Långhalsen ingår i det delavrinningsområde (653113-155521) som SMHI kallar för Rinner till Långhalsen-Norra. Medelhöjden är 29 meter över havet och ytan är 11,81 kvadratkilometer. Det finns inga avrinningsområden uppströms utan avrinningsområdet är högsta punkten. Husbyån (Jättnaån) som avvattnar avrinningsområdet har biflödesordning 2, vilket innebär att vattnet flödar genom totalt 2 vattendrag innan det når havet efter 29 kilometer. Avrinningsområdet består mestadels av skog (31 procent), öppen mark (14 procent) och jordbruk (34 procent). Avrinningsområdet har 32,8 kvadratkilometer vattenytor vilket ger det en sjöprocent på 16,3 procent. Bebyggelsen i området täcker en yta av 2,34 kvadratkilometer eller 1 procent av avrinningsområdet.